# Worst Case Scenario
Worst Case Scenario è l'album di esordio della band indie rock belga dEUS. Pubblicato nel 1994, è stato un successo di critica e vendite, 
270 000 copie in tutto il mondo.

## Singoli pubblicati
- Suds & Soda - giugno 1994
- Via - ottobre 1994
- Hotellounge (Be the Death of Me) - gennaio 1995

## Tracce
1. Intro – 0:24
2. Suds & Soda – 5:14
3. W.C.S. (First Draft) – 5:05
4. Jigsaw You – 2:26
5. Morticiachair – 4:23
6. Via – 4:12
7. Right as Rain – 4:27
8. Mute – 3:57
9. Let's Get Lost – 4:23
10. Hotellounge (Be the Death of Me) – 6:23
11. Shake Your Hip – 0:41
12. Great American Nude – 5:39
13. Secret Hell – 4:59
14. Divebomb Djingle – 3:00

## Formazione
- Tom Barman - voce, chitarra, piano
- Rudy Trouvé - chitarra, voce, piano, piastra d'acciaio
- Stef Kamil Carlens - basso, voce, chitarra
- Klaas Janzoons - violino, voce
- Julle de Borgher - batteria, timpani, maracas, chitarra, altri strumenti, voce